# Karl Hillenbrand
Karl Hillenbrand (* 8. Juni 1950 in Ochsenfurt; † 22. November 2014 in Würzburg) war Generalvikar des Bistums Würzburg.

## Leben
Karl Hillenbrand war Internatsschüler des Würzburger Kilianeums. Nach seinem Abitur 1970 am Riemenschneider-Gymnasium studierte er Katholische Theologie und Philosophie an der Päpstlichen Universität Gregoriana in Rom und an der Albert-Ludwigs-Universität Freiburg in Freiburg im Breisgau. Er empfing 1974 von Josef Stangl die Diakonenweihe und am 10. Oktober 1976 in der Kirche Sant’Ignazio di Loyola in Campo Marzio in Rom durch Joseph Kardinal Höffner die Priesterweihe. 1982 wurde er an der Gregoriana mit einer christologischen Dissertation zum Doktor der Theologie promoviert. Er war in der Seelsorge in Leidersbach, Erlach, Riedenberg, Oberbach tätig sowie Kaplan in Schweinfurt. Von 1983 bis 1996 war Hillenbrand Regens des Priesterseminars in Würzburg. Ab 1983 war er zudem Vorsitzender der Bayerischen Regentenkonferenz, ab 1992 Vorsitzender der Deutschen Regentenkonferenz.
Bischof Paul-Werner Scheele ernannte ihn 1996 zum Generalvikar des Bistums Würzburg und damit zum Nachfolger von Heribert Brander. Zusätzlich übernahm er zum 1. Dezember 1996 die Aufgabe als Rektor der Würzburger Marienkapelle. Von 1997 bis 2004 war er auch Medienreferent der Diözese. 1999 erfolgte die Ernennung zum Domkapitular. Nach der Emeritierung des Bischofs 2003 und Bestellung zum ständigen Vertreter des Diözesanadministrators, ernannte ihn der neue Bischof Friedhelm Hofmann 2004 erneut zu seinem Generalvikar. Seit 2002 gehörte er dem Verbandsausschuss des Verbands der Diözesen Deutschlands (VDD) und war seit 2004 dessen stellvertretender Vorsitzender. 2002 war er wesentlich eingebunden in die Arbeit der neu errichteten „Koordinierungskommission Medien“ im VDD.
Hillenbrand war Kuratoriumsvorsitzender der Bischöflichen Stiftung „Miteinander für das Leben“ und engagierte sich für in Not geratene Frauen und deren Kinder. Bekannt wurde er zudem als Rundfunk-, Fasten- und Festprediger. Er hat mehrere theologische Bücher und Aufsätze veröffentlicht. Sein letztes Werk „Geistliche Menschen – menschliche Geistliche“ über die Zukunft der Priesterausbildung fand überregionale Beachtung. Hillenbrand war in der Bischofssynode 1990 und bei der Europasynode 1999 als Experte für die Priesterausbildung beratend tätig.
In der Nacht vom 21. auf den 22. November 2014 starb Hillenbrand plötzlich und unerwartet in seiner Wohnung. Am 29. November nahmen ca. 2000 Menschen an dem Requiem im Würzburger Kiliansdom teil und begleiteten ihn zu seiner letzten Ruhestätte im Kreuzgang des Domes.

## Auszeichnungen
- Ernennung zum Päpstlichen Ehrenprälaten durch Papst Johannes Paul II. (2000)
- Bundesverdienstkreuz am Bande des Verdienstordens der Bundesrepublik Deutschland (2006)

## Schriften

### Als Verfasser
- Heil in Jesus Christus. Der christologische Begründungszusammenhang im Erlösungsverständnis und die Rückfrage nach Jesus. Echter-Verlag, Würzburg 1982, ISBN 3-429-00774-7.
- Geistliche Menschen – menschliche Geistliche. Priester sein in veränderter Zeit. Echter-Verlag, Würzburg 2009, ISBN 978-3-429-03159-6.
- Herausgeforderter Glaube. Zwischenrufe zu Zeitfragen. Echter-Verlag, Würzburg 2012, ISBN 978-3-429-03541-9.

### Als Herausgeber
- Karl Hillenbrand, Siegfried H. Schneider (Hrsg.): Mit der Kirche auf dem Weg durch die Zeit. Freundesgabe zum 65. Geburtstag von Helmut Holzapfel. Echter-Verlag, Würzburg 1980, ISBN 3-429-00704-6.
- Ignacy Jeż: Licht und Dunkel, preiset den Herrn! Erinnerungen eines polnischen Bischofs an die Zeit im KZ Dachau. Herausgegeben von Karl Hillenbrand und Marian Subocz. Echter-Verlag, Würzburg 1994, ISBN 3-429-01643-6 (Neuauflage 2007, ISBN 978-3-429-02940-1).
- Erwin Albrecht, Karl Hillenbrand (Hrsg.): Wohin du mich sendest. Radiopredigten zu den Festzeiten des Kirchenjahres. Für Prälat Dr. Willibald Leierseder zur Vollendung des 70. Lebensjahres am 31. Juli im Heiligen Jahr 2000. Echter-Verlag, Würzburg 2000, ISBN 3-429-02255-X.
- Karl Hillenbrand, Bernhard Schweßinger (Hrsg.): Friede und Freude. Unterwegs mit Bischof Paul-Werner Scheele (herausgegeben anlässlich seines 75. Geburtstages). Echter-Verlag, Würzburg 2003, ISBN 3-429-02541-9.